# Inside you EP
《inside you EP》為日本歌手milet的首張迷你專輯，於2019年3月6日由SME Records發行。

## 背景與發行
本作為milet的主流出道作品。
標題曲《inside you》為富士電視台週四連續劇「醜聞專門律師 QUEEN」的主題曲。歌曲由樂隊ONE OK ROCK的結他手Toru負責製作，並由milet填詞，而作曲則由二人合作。收錄曲《Again and Again》與《I Gotta Go》亦成為富士電視台連續劇「JOKER×FACE」的主題曲跟片尾曲。
作品以初回生產限定盤與通常盤兩版本發行，其中初回生產限定盤附送收錄〈inside you〉音樂錄影帶。

## 反響
標題曲〈inside you〉於2月7日先行提供下載後，空降iTunes Store等11個音樂下載網站的冠軍位置。歌曲其後空降2月18日當週的Oricon單曲下載榜第2位，僅次於米津玄師的《Lemon》。
〈inside you〉亦獲得「東京國際戲劇節 2019」的主題曲獎。

## 收錄内容
| CD       | CD              | CD              | CD              | CD       | CD    |
| 曲序     | 曲目            |                 | 作曲            | 製作     | 时长  |
| -------- | --------------- | --------------- | --------------- | -------- | ----- |
| 1.       | inside you      | milet           | 山下亨、milet   | （Toru） | 3:40  |
| 2.       | Again and Again | milet           | milet、TomoLow  | TomoLow  | 3:27  |
| 3.       | Waterfall       | milet、酒井亮介 | milet、酒井亮介 | 酒井亮介 | 3:36  |
| 4.       | I Gotta Go      | milet           | milet           | TomoLow  | 3:29  |
| 总时长： | 总时长：        | 总时长：        | 总时长：        | 总时长： | 14:19 |

| DVD（初回生產限定盤附送） | DVD（初回生產限定盤附送） |
| 曲序                      | 曲目                      |
| ------------------------- | ------------------------- |
| 1.                        | inside you（音樂錄影帶）  |

## 商業搭配
- 〈inside you〉: 富士電視台週四連續劇「醜聞專門律師 QUEEN（日语：スキャンダル専門弁護士 QUEEN）」主題曲（2019年）[3]
- 〈Again and Again〉: 富士電視台連續劇「JOKER×FACE（日语：JOKER×FACE）」主題曲（2019年）[5]
- 〈I Gotta Go〉: 富士電視台連續劇「JOKER×FACE」片尾曲（2019年）[5]

## 資料來源
1. 1 2  . ORICON NEWS.   [2019-11-03]. （原始内容存档于2021-01-11）.
2. ↑  . 日本レコード協会.   [2020-04-26]. （原始内容存档于2019-05-02） （日语）.於歌手欄輸入搜尋。
3. 1 2  . 音楽ナタリー. 2018-12-17  [2019-02-22]. （原始内容存档于2019-12-24）.
4. 1 2  . 音楽ナタリー. 2019-03-05  [2019-03-06]. （原始内容存档于2019-03-31）.
5. 1 2 3  . CINRA.NET. 2018-12-17  [2019-02-22]. （原始内容存档于2020-10-25）.
6. 1 2  . M-ON! MUSIC. 2019-02-14  [2019-02-22]. （原始内容存档于2019-02-23）.
7. ↑  . Billboard JAPAN.   [2019-11-16]. （原始内容存档于2019-12-29） （日语）.

## 外部連結
- 《inside you EP》官方介紹頁面 （页面存档备份，存于）